# Marcella Burke
Marcella Burke, née dans l'Illinois le 11 mai 1896 et morte en mars 1970 à Portland, est une scénariste américaine.

## Filmographie
- 1956 : Un père improvisé (en) de Jerry Hopper
- 1938 : Délicieuse de Norman Taurog

## Nominations
- Oscars du cinéma 1939 : Oscar de la meilleure histoire originale pour Délicieuse